# Lornoxikam

Strukturformel

Lornoxikam är en kemisk förening med formeln C13H10CIN3O4S2. Ämnet är ett smärtstillande och inflammationsdämpande läkemedel som verkar genom att hämma enzymerna COX-1 och COX-2. Läkemedlet används huvudsakligen mot artros (ledförslitning), reumatoid artrit (ledgångsreumatism) och för mild till måttlig akut smärta. I Sverige salufördes det en tid under varumärket Xefo, som dock avregistrerades vid utgången av 2014.